# Ђенерал Јанковић
Ђенерал Јанковић (алб. Han i Elezit, Hani i Elezit) је насељено место у Србији, у општини Качаник. Административно припада Косову и Метохији, односно Косовском управном округу. Према попису из 2024. било је 2.555 становника. Овде се налази гранични прелаз Србије према Северној Македонији, на европском путу Е65. Са српске стране најближи град је Качаник, а са македонске Скопље. Наспрам српског налази се македонски гранични прелаз Вучји Дол.

## Историја
Назив је добио по генералу војске Краљевине Србије Божидару Јанковићу који је био командант треће армије у време балканских ратова. Трупе под његовом командом су ослободиле простор Косова и Метохије у јесен 1912. године.
Године 2005. је формирана пробна општина Ђенерал Јанковић, а августа 2008. године је одлуком институција самопроглашене Републике Косово стекла пун статус општине. Септембра 2012. године су локалне албанске власти званични српски назив промениле у Елез Хан.

## Становништво
Према попису из 1981. године место је било већински насељено Албанцима. Након рата 1999. године сви Срби су напустили Ђенерал Јанковић.
| Етнички састав према попису из 1961.‍ | Етнички састав према попису из 1961.‍ | Етнички састав према попису из 1961.‍ | Етнички састав према попису из 1961.‍ | Етнички састав према попису из 1961.‍ |
| ------------------------------------ | ------------------------------------ | ------------------------------------ | ------------------------------------ | ------------------------------------ |
|                                      |                                      |                                      |                                      |                                      |
| Албанци                              | Албанци                              |                                      | 354                                  | 48,9%                                |
| Срби                                 | Срби                                 |                                      | 260                                  | 35,9%                                |
| Македонци                            | Македонци                            |                                      | 55                                   | 7,6%                                 |
| Црногорци                            | Црногорци                            |                                      | 18                                   | 2,5%                                 |
| Укупно: 724                          |                                      |                                      |                                      |                                      |

| Етнички састав према попису из 1981.‍ | Етнички састав према попису из 1981.‍ | Етнички састав према попису из 1981.‍ | Етнички састав према попису из 1981.‍ | Етнички састав према попису из 1981.‍ |
| ------------------------------------ | ------------------------------------ | ------------------------------------ | ------------------------------------ | ------------------------------------ |
|                                      |                                      |                                      |                                      |                                      |
| Албанци                              | Албанци                              |                                      | 1.847                                | 91,2%                                |
| Роми                                 | Роми                                 |                                      | 118                                  | 5,8%                                 |
| Срби                                 | Срби                                 |                                      | 32                                   | 1,6%                                 |
| Укупно: 2.024                        |                                      |                                      |                                      |                                      |

| Етнички састав према попису из 2011.‍ | Етнички састав према попису из 2011.‍ | Етнички састав према попису из 2011.‍ | Етнички састав према попису из 2011.‍ | Етнички састав према попису из 2011.‍ |
| ------------------------------------ | ------------------------------------ | ------------------------------------ | ------------------------------------ | ------------------------------------ |
|                                      |                                      |                                      |                                      |                                      |
| Албанци                              | Албанци                              |                                      | 2.532                                | 99,9%                                |
| Укупно: 2.533                        |                                      |                                      |                                      |                                      |

Број становника на пописима:
|             | \| Демографија[6] \| Демографија[6] \| Демографија[6] \| \| Година \| Становника \| Становника \| \| -------------- \| -------------- \| -------------- \| \| 1948. \| 154 \| \| \| 1953. \| 369 \| \| \| 1961. \| 724 \| \| \| 1971. \| 1.324 \| \| \| 1981. \| 2.024 \| \| \| 1991. \| 2.374 \| \| |            |
| Демографија | |            |
| Година      | Становника | Становника |
| 1948.       | 154 |            |
| 1953.       | 369 |            |
| 1961.       | 724 |            |
| 1971.       | 1.324 |            |
| 1981.       | 2.024 |            |
| 1991.       | 2.374 |            |